# Janka Vogel
Janka Vogel (* 1988 in Zschopau) ist eine deutsche Rumänistin und Vizepräsidentin der Deutsch-Rumänischen Gesellschaft. Sie ist tätig als Sozialwissenschaftlerin mit den Schwerpunkten Rumänien, Migration, Soziale Arbeit und Roma.

## Leben
Janka Vogel studierte Pädagogik, Evangelische Theologie und Südosteuropastudien in Kassel, Marburg, Hermannstadt und Jena. Vogel war in Rumänien als Freiwillige in Schule und Jugendhilfe tätig. Sie forschte zu transnationalen Familien in Rumänien und zur rumänischen Diaspora in Berlin. 2018 erhielt sie den Danubius Young Scientist Award. Vogel war in der rumänischsprachigen Migrationssozialarbeit in Berlin und in einem Berliner Bezirksamt mit den Schwerpunkten Soziale Integration, Community-Arbeit und Neuzuwanderung aus der EU tätig. Zudem arbeitete sie als Beraterin und wissenschaftliche Mitarbeiterin im Bereich der aufsuchenden Online-Beratung für die rumänische Community in Berlin. Es folgten Lehraufträge an der Universität Jena und der Universität Cottbus-Senftenberg. Erfahrungen als Dienststellenleitung einer Migrationsberatungsstelle und Projektkoordinatorin im Rahmen des Berliner Aktionsplans zur Einbeziehung ausländischer Roma. Zuletzt Leitung des Fachbereiches Soziales und Migration im Diakoniewerk Simeon gGmbH.
Janka Vogel ist Mitglied der Südosteuropagesellschaft und wirkt im HepMig-Fachbeirat des Robert-Koch-Institutes mit.

## Publikationen
Herausgeberschaften
- Soziale Arbeit mit migrantischen Rom*nja. Praktische und theoretische Perspektiven aus Europa, hg. zusammen mit Cătălin Buzoianu in der Reihe Roma-Studien, Pécs, 2022.

Monographien
- Die rumänische Diaspora in Berlin. Ein Beispiel für neue Formen migrantischen Lebens, Peter Lang Verlag, Berlin, 2018.
- Transnationale Familien Rumäniens. Wie Kinder und Jugendliche die Arbeitsmigration ihrer Eltern erleben. Hamburg: Diplomica Verlag, 2013.
- Roma aus Rumänien in Deutschland. Integration durch Bildung statt Ablehnung durch Vorurteile, GRIN Verlag, München, 2013.

Beiträge in Zeitschriften und Sammelbänden
- Zu Besuch in Teleorman. Fachaustausch deutscher und rumänischer Kommunen zum Thema Migration. In: Deutsch-Rumänische Hefte, Jahrgang XXIII, Nr. 2 / 2020, S. 15–17.
- Integration ist die beste Armutsbekämpfung. In: Soziale Stadt. Newsletter des Diakonischen Werkes Hamburg, Nr. 20, April 2018.
- Transnational Romanian Families. In: Lippmann, Malve / Sungu, Can (2018): Bitter Things. Narratives and Memories of Transnational Families, Archive Books, S. 29–37.
- Sie beraten Menschen, die offiziell gar nicht da sind. In: Deutscher Caritasverband (Hg.) (2017): Caritas 2018. neue caritas-Jahrbuch des Deutschen Caritasverbandes, S. 173–177.
- Sternstunden der Demokratie: Die Proteste in Rumänien im Februar 2017. In: IDM Info über den Donauraum und Mitteleuropa, 2/2017, S. 4.
- Die rumänische Diaspora in Berlin. In: Südosteuropamitteilungen, 3/2017, 57. Jahrgang, S. 44–58.
- Transnationale Familien in Rumänien. In: Leuenberger, David / Mörsdorf, Sven / Munke, Martin (Hg.) (2015): Ostblicke. Zeitschrift der Initiative OsteuropaStudierende Deutschland e.V., 6. Jahrgang, S. 123–138.
- Aufwachsen im Kinderheim. In: Kacher, Gina (Hg.) (2015): Risiko Bindungsstörung? Frühkindliche Tagesbetreuung und Kinderheime im Blickpunkt der Bindungstheorie, Science Factory, GRIN Verlag, S. 49–72.